# He Knows
He Knows è un singolo della cantante statunitense Camila Cabello e del rapper statunitense Lil Nas X, pubblicato il 10 maggio 2024 come secondo estratto dal quarto album in studio della prima C,XOXO.

## Antefatti
L'8 maggio 2024, Cabello annuncia la collaborazione col rapper, e rivela la copertina del singolo. Il video visualizer è stato pubblicato assieme al brano il 10 maggio, mentre il video musicale il 22 maggio 2024.

## Formazione
- Camila Cabello – voce, testi
- Lil Nas X – voce, testi
- Dale Becker – mastering
- Jon Castelli – mixing
- Pablo Díaz-Reixa – produzione, testi, programmazione, campionatore
- Jasper Harris – produzione, testi, basso, sintetizzatore
- Daniel Aged – produzione, testi
- Brad Lauchert – mix engineering
- Bart Schoudel – engineering, produzione vocale